# 유호진
유호진(혹은 류호진, 1980년 1월 17일 ~ , 부산광역시)은 대한민국의 프로듀서, 소설가이다. 2008년 KBS 34기 공채로 입사하였지만 2016년에 KBS를 퇴사한 뒤 같은 해 6월 9일 설립된 몬스터유니온으로 옮겨갔으나 이 회사가  2018년 말 예능 부문을 정리하면서 본인(유호진) 등 예능 부문 소속 연출자들이 2019년 1월 회사를 떠난 후 현재는 드라마에만 주력하고 있다.

## 경력
- 2003년 : 패션잡지 마리끌레르 기자
- 2008년 ~ 2016년 11월 : KBS 예능본부 프로듀서
- 2016년 12월 ~ 2019년 1월 : 몬스터유니온 프로듀서
- 2019년 3월 ~ 현재 : CJ ENM 미디어콘텐츠부문 tvN 프로듀서

## 작품 활동

### 연출
| 연도      | 방송 | 제목                   | 역할     | 비고                                                                          |
| --------- | ---- | ---------------------- | -------- | ----------------------------------------------------------------------------- |
| 2008~2010 | KBS  | 해피 선데이            | 공동연출 | 1박 2일 경북 경주(수학여행 특집)편에서 마지막 촬영 후 하차(김C 하차 에피소드) |
| 2011      | KBS  | 김승우의 승승장구      | 공동연출 |                                                                               |
| 2011      | KBS  | 뮤직뱅크               | 조연출   |                                                                               |
| 2013      | KBS  | 달빛 프린스            | 연출     |                                                                               |
| 2013      | KBS  | 우리동네 예체능        | 공동연출 |                                                                               |
| 2013~2016 | KBS  | 1박 2일 시즌 3         | 연출     |                                                                               |
| 2017      | KBS  | 최고의 한방            | 공동연출 |                                                                               |
| 2018      | KBS  | 김생민의 영수증 시즌 1 | 공동연출 |                                                                               |
| 2018      | KBS  | 거기가 어딘데??        | 연출     |                                                                               |
| 2019      | tvN  | 수요일은 음악프로      | 연출     |                                                                               |
| 2020      | tvN  | 서울촌놈               | 연출     |                                                                               |
| 2021      | tvN  | 어쩌다 사장            | 연출     |                                                                               |

### 출연
- KBS 《언니들의 슬램덩크》

## 저서
- 《플레이어 1》, 랜덤하우스, 2008. ISBN 978-89-255-1252-5
- 《플레이어 2》, 랜덤하우스, 2008. ISBN 978-89-255-1253-2

## 수상 경력
- 2015년 KBS연예대상ㅡ시청자가 뽑은 최고의 프로그램상: 해피선데이 1박2일
- 2016년 KBS연예대상ㅡ시청자가 뽑은 최고의 프로그램상: 해피선데이 1박2일

## 같이 보기
1박 2일 시즌 1
- 이명한
- 나영석
- 강호동
- 김C
- 이수근
- 은지원
- MC몽
- 김종민
- 이승기

1박 2일 시즌 3
- 김주혁
- 김준호
- 차태현
- 데프콘
- 정준영
- 김종민

| KBS 연예대상 《최고의 프로그램상》 |                                                        |                                                |
| 2014년                             | 2015년 1박 2일                                         | 2016년                                         |
| 슈퍼맨이 돌아왔다                  | 2015년 1박 2일                                         | 1박 2일                                        |
|                                    |                                                        |                                                |
|                                    | 시즌 3(김주혁, 김준호, 차태현, 데프콘, 정준영, 김종민) | 시즌 3(김준호, 차태현, 데프콘, 김종민, 윤시윤) |

1. ↑  하경헌 (2019년 2월 26일). “[단독] ‘1박2일’ 출신 유호진PD, 결국 tvN행…최근 협의 마무리”. 스포츠경향. 2025년 4월 27일에 확인함.